# 미력초등학교
미력초등학교는 대한민국 전라남도 보성군 미력면 도개리에 있는 공립 초등학교이다.

## 학교 연혁
- 1928년 9월 15일 미력공립보통학교 설립인가
- 1938년 4월 1일 미력공립심상소학교로 개칭
- 1941년 4월 1일 미력공립국민학교로 개칭
- 1982년 3월 1일 병설유치원 개원
- 1991년 3월 1일 미력동국민학교 본교로 통합
- 1996년 3월 1일 미력초등학교로 개칭
- 1999년 9월 1일 반룡분교장 본교로 통합
- 2004년 12월 3일 다목적강당 대룡관 개관
- 2019년 9월 1일 제32대 최덕주 교장 부임
- 2020년 2월 11일 제90회 졸업(총 3,757명)

## 참고 자료
- 미력초등학교 - 한국교육학술정보원 학교알리미